# Micranthes japonica
Micranthes japonica är en stenbräckeväxtart som först beskrevs av Boissieu, och fick sitt nu gällande namn av S.Akiyama och H.Ohba. Micranthes japonica ingår i släktet rosettbräckor, och familjen stenbräckeväxter. Inga underarter finns listade i Catalogue of Life.